# Kernkraftwerk Lungmen
Das Kernkraftwerk Lungmen chinesisch 龍門核能發電廠, Pinyin Lóngmén Hénéng Fādiànchǎng sollte das vierte kommerzielle KKW in Taiwan werden. Es ist eine Doppelblockanlage vom Typ Advanced Boiling Water Reactor (ABWR) mit je 1300 MW. Der Bau des Kraftwerks wurde in einem fortgeschrittenen Stadium im April 2014 nach jahrelang anhaltenden Protesten gestoppt.

## Lage
Die Anlage umfasst etwa 480 Hektar und befindet sich im Bezirk Gongliao der Stadt Neu-Taipeh im Nordosten der Insel, direkt an der Küste. Es ist etwa 20 Kilometer von Keelung und 40 Kilometer von Taipeh entfernt.

## Geschichte
Die Geschichte von Lungmen ist ungewöhnlich lang. Begonnen wurde es 1978 als Antwort auf den steigenden Energiebedarf um die Hauptstadt Taipeh. Im April 1985 gab es eine erste Opposition, die die Notwendigkeit eines weiteren Kernkraftwerkes in Frage stellte. Nach der Katastrophe von Tschernobyl wurden die Gelder für den Bau vorläufig eingefroren.
1996 wurde das Projekt neu ausgeschrieben. Geordert wurde ein AWBR von General Electric als Generalunternehmer, der vergab weiter an Toshiba, gebaut wurde er letztlich durch Ishikawajima-Harima Heavy Industries Co. Ltd. (IHI). Der ABWR wurde von General Electric, Hitachi und Toshiba entwickelt und bisher nur in Japan eingesetzt. Baubeginn für beide Blöcke war 1999. Die ursprüngliche Inbetriebnahme von Block 1 war für 2006, die von Block 2 für 2007 geplant.
Mit dem Ende des Kalten Krieges musste auch die regierende Kuomintang-Partei der Opposition mehr Raum lassen und so kam es 2000 zu einem Regierungswechsel. Das Kabinett des neugewählten Präsidenten Chen Shui-bian beschloss einen Baustopp (eines seiner Wahlversprechen), der aber wegen formaler Fehler vor Gericht keinen Bestand hatte. Am 15. Juni 2002 wurde bekannt, dass im Reaktorfundament Schweißnähte aus nicht geeignetem Material gefertigt wurden. 22 Offizielle wurden wegen mangelnder Aufsicht bestraft.
Die ablehnende Haltung gegenüber der Atomkraft in weiten Teilen der taiwanischen Gesellschaft nahm mit der Nuklearkatastrophe von Fukushima weiter zu. Nach jahrelang anhaltenden Protesten, die sich Anfang 2014 zuspitzten, verkündete die Kuomintang-Regierung des Präsidenten Ma Ying-jeou einen erneuten Baustopp und versprach die Durchführung eines Volksreferendums über die Zukunft des Kraftwerks.
Die Arbeiten an dem Kernkraftwerk wurden im Juni 2015 für drei Jahre ausgesetzt, um anschließend ein Referendum über die Inbetriebnahme des ersten Reaktors durchzuführen. 2016 kam es in Taiwan zu einem Regierungswechsel. Nachdem die atomkritische Demokratische Fortschrittspartei die Amtsgeschäfte übernahm, verkündete sie den schrittweisen Atomausstieg Taiwans bis 2025. Das AKW Lungmen sollte nicht mehr ans Netz gehen. Die Kosten sollten ursprünglich bei 5,5 Milliarden US-Dollar liegen, bis Mitte 2015 wurden 283,8 Milliarden NT$ (8,4 Mrd. Euro) ausgegeben.
Der Betreiber Taipower plant, auf dem Gelände des Grundstücks Anlagen zur Stromerzeugung aus erneuerbaren Energiequellen zu errichten. Die Technik aus dem Kraftwerk soll an ein Land verkauft werden, das an der Atomenergie festhält. Im März 2018 wurde bekannt, dass bereits gelieferte Brennstäbe für das AKW im Wert von 8 Mrd. NT$ (240 M€) in die USA zurückgeschickt werden sollen. Im Januar 2019 zog Taipower einen Schlussstrich unter das Kraftwerksprojekt, unter anderem sei General Electric nicht in der Lage alternde Bauteile der Reaktoren zu ersetzen, da bei vielen davon die Produktion eingestellt wurde. Der Gesetzgeber habe beschlossen, dass alle Kernbrennstäbe bis Ende 2020 aus der Anlage zu entfernen seien.
Im Dezember 2019 gab die Zentrale Wahlkommission bekannt, dass eine von mehreren Bürgerinitiativen eingebrachte Petition ausreichend Unterschriften gesammelt hätte, um nach dem gültigen Gesetz über Referenden die Durchführung des schon lange angekündigten Referendums über die Inbetriebnahme von Lungmen 1 zu erzwingen. Gemäß den Regularien des Gesetzes, welche Referenden nur in ungeraden Jahren, jeweils am vierten Samstag des Augusts erlauben, sollte die Abstimmung am 28. August 2021 stattfinden. Ein Referendum gilt als angenommen, wenn mehr als 50 % der abgegebenen Stimmen sich dafür aussprechen und die Wahlbeteiligung mindestens 25 % beträgt. In diesem Falle hätte die Regierung den vorgesehenen Genehmigungsprozess für die Inbetriebnahme einleiten müssen, sofern der Betreiber Taipower seinen weiterhin offenen Genehmigungsantrag aufrechterhalten hätte.
Das Referendum fand letztlich im Dezember 2021 statt, eine Inbetriebnahme des Kraftwerks wurde bei niedriger Beteiligung mit knapper Mehrheit abgelehnt.

## Daten der Reaktorblöcke
Das Kernkraftwerk Lungmen besteht aus zwei Blöcken:
| Reaktorblock | Reaktortyp                | Nettoleistung | Bruttoleistung | Baubeginn  | Netzsynchronisation | Kommerzieller Betrieb              | Abschaltung                                                                              |
| ------------ | ------------------------- | ------------- | -------------- | ---------- | ------------------- | ---------------------------------- | ---------------------------------------------------------------------------------------- |
| Lungmen-1    | Siedewasserreaktor (ABWR) | 1300 MW       | 1350 MW        | 31.03.1999 | keine               | keine (Inbetriebnahme abgebrochen) | 2016 Regierungserklärung über geplante Nichtinbetriebnahme                               |
| Lungmen-2    | Siedewasserreaktor (ABWR) | 1300 MW       | 1350 MW        | 30.08.1999 | keine               | keine (Bau abgebrochen)            | 2014 Abbruch der Bauarbeiten, 2016 Regierungserklärung über geplante Nichtinbetriebnahme |